# Dominika Gottová
Dominika Gottová (do patnácti let Zacpalová, 25. června 1973 Praha) je česká spisovatelka a dcera Karla Gotta.

## Život
Narodila se roku 1973 tanečnici Antonii Zacpalové a českému zpěvákovi Karlu Gottovi. Karel Gott zprvu o narození své dcery nevěděl a poprvé se na ni přišel podívat, když jí bylo půl roku. Svou dceru dlouho tajil, poprvé se na veřejnosti objevila v publiku při natáčení vánočního televizního pořadu Zadáno pro Karla Gotta (1982). Oficiální přiznání Karla Gotta k dceři pak proběhlo na přelomu let 1982–1983 v německém a československém tisku. Když Dominice bylo 15 let, před převzetím prvního občanského průkazu přijala otcovo příjmení Gottová.
Dominika Gottová začala studovat hotelovou školu a naučila se 7 jazyků. Ve 28 letech poznala finského hudebníka Tima Tolkkima a odletěla s ním do Finska, kde začala pracovat v pohostinství a poté se věnovala kosmetice.
Krátce po smrti svého otce opustila svého manžela a vrátila se do České republiky.

### Dílo
Podílela se na různých životopisných knihách o svém otci. Roku 2020 sepsala společně s Lubošem Procházkou knihu Poslední roky s Karlem a ve stejný rok vydala společně s Petrem Mackem knihu Můj táta Karel. Na začátku roku 2022 nazpívala společně s italským skladatelem Gabrielem Grillottim píseň Pro Tebe.

### Rodina
Má nevlastní sestry Lucii (* 1988), Charlottu (* 2006) a Nellu (* 2008).